# Regione di Mamou
La regione di Mamou è una delle otto regioni in cui è diviso lo Stato di Guinea. Capoluogo è la città di Mamou.

## Geografia
Confina con la Sierra Leone e con le regioni di Kindia, Faranah e Labé.
La regione è composta di 3 prefetture:
- Dalaba
- Mamou
- Pita